# 1838 в Україні

## Події
- Заліський скарб

## Особи

### Народились
- 10 січня, Воробкевич Григорій Іванович (1838—1884) —- український поет.
- 16 січня, Ян Лям (1838—1886) — польський письменник-сатирик німецького походження, журналіст та педагог.
- 25 січня, Вревська Юлія Петрівна (1838—1878) — російська шляхтянка, фрейліна імператриці Марії Олександрівни у 1860—1870 роках.
- 15 березня, Сильвай Іван (1838—1904) — греко-католицький священик, закарпатський поет і письменник москвофільського напряму.
- 19 березня, Лучаківський Володимир Дмитрович (1838—1903) — український громадський діяч, письменник, перекладач, адвокат і перший українець — бургомістр у Тернополі.
- 25 березня, П'ясецький Гаврило Михайлович (1838—1900) — історик-краєзнавець Орловської губернії, магістр богослов'я, статський радник, потомствений дворянин.
- 1 квітня, Тарновський Василь Васильович (1838—1899) — громадський і культурний діяч, аматор української старовини, меценат.
- 9 червня, Бутовський Олексій Дмитрович (1838—1917) — член першого складу і один із засновників МОК та сучасного Олімпійського руху, генерал-лейтенант РІА, викладач Полтавського кадетського корпусу та спортивний функціонер.
- 15 червня, Вітошинський Йосип Сильвестрович (1838—1901) — український священик, диригент, громадсько-освітній діяч.
- 16 червня, Лепкий Онуфрій Федорович (1838—1905) — український філолог, публіцист, мовознавець, літературознавець, релігійний діяч, письменник, член-кореспондент Академії знань у Кракові, професор української академічної гімназії у Львові.
- 3 липня, Августин (Гуляницький) (1838—1892) — український та литовський релігійний діяч ХІХ століття, богослов, духовний письменник, журналіст, церковний історик.
- 31 липня, Більбасов Василь Олексійович (1838—1904) — російський історик і публіцист.
- 1 серпня, Зейферт Ілля Іванович (1838—1888) — гласний Київської міської думи, засновник Лук'янівського кладовища, надвірний радник, дворянин.
- 23 серпня, Колумба Білецька (1838—1887) — засновниця згромадження сестер Домініканок.
- 26 серпня, Мар'ян Дубецький (1838—1926) — польський історик і письменник, педагог, громадський і політичний діяч, секретар від Русі в Національному Уряді у часи Січневого повстання.
- 31 серпня, Потебня Андрій Опанасович (1838—1863) — український військовик шляхетського роду, політичний діяч, учасник Польського визвольного повстання 1863—64.
- 24 листопада, Білоус Михайло Іванович (1838—1913) — український видавець, редактор, журналіст, громадсько-політичний і культурно-освітній діяч.
- 25 листопада, Нечуй-Левицький Іван Семенович (1838—1918) — український прозаїк, перекладач, письменник.
- 4 грудня, Федоровський Микола Федорович (1838—1918) — генерал російської армії, український освітній діяч, меценат.
- 10 грудня, Данилевський Олександр Якович (1838—1923) — український біохімік, фізіолог і фармаколог, основоположник біохімії як науки, член-кореспондент Петербурзької АН, професор і завідувач кафедри медичної хімії та фізики, нормальної фізіології і фармакології в Харківському університеті, професор Казанського університету та ректор Військово-медичної академії міста Санкт-Петербург.
- Болсуновський Карл Васильович (1838—1924) — історик-нумізмат, археолог, музейний діяч.
- Кузнецов Олександр Харитонович (1838—1910) — лікар-клініцист часів Російської імперії, почесний професор Харківського університету.
- Попович Євсебій (1838—1925) — педагог, теолог, церковний діяч, обирався ректором Чернівецького університету.
- Сабов Кирило Антонович (1838—1914) — закарпатський педагог, публіцист, видавець та журналіст русинської орієнтації.
- Слюсарчук Олексій (1838—1912) — український католицький священик, галицький церковний і громадський діяч.
- Тадеуш Єжи Стецький (1838—1888) — волинський краєзнавець i письменник. Учасник Січневого повстання.
- Стрижевський Гаврило Якович (1838 — після 1901) — український громадський діяч, педагог, етнограф, статський радник.
- Толочинов Микола Пилипович (1838—1908) — акушер-гінеколог, професор.
- Торонський Олексій (1838—1899) — педагог і громадський діяч, греко-католицький священик, катехит у гімназіях, автор підручників для навчання літератури і релігії у середніх школах.

### Померли
- 5 серпня, Антон Шімзер (1790—1838) — скульптор, творив у Львові.
- 27 вересня, Браницька Олександра Василівна (1754—1838) — графиня, обер-гофмейстрина.
- 31 жовтня, Кронеберг Іван Якович (1788—1838) — статський радник, філолог, працював у Харківському університеті з 1819 по 1838 рік, його ректор в 1826—1829.
- 10 листопада, Котляревський Іван Петрович (1769—1838) — український письменник, поет, драматург, засновник нової української літератури, громадський діяч.
- 8 грудня, Бороздін Андрій Михайлович (1765—1838) — генерал-лейтенант, сенатор, цивільний Таврійський губернатор Російської імперії.
- Петров Іван Матвійович (1803—1838) — російський поет, письменник, драматург, видавець.

## Засновані, створені
- Київський інститут шляхетних дівчат
- Одеська духовна семінарія
- Катеринославські губернські відомості
- Бердянський повіт
- Ялтинський повіт
- Нижній Бердянський маяк
- Березівська загальноосвітня школа (Талалаївський район)
- Спасо-Преображенський собор (Болград)
- Броніславівка
- Дмитрівка (Каховський район)
- Золота Долина
- Казимирівка
- Лозішт
- Микільське (Великобурлуцький район)
- Новороманівка (Нікольський район)
- Павлопіль

## Видання, твори
- Козацький бенкет (Шевченко)
- Зехер Чаддикім
- Полтавские губернские ведомости
- Таврические губернские ведомости
- Харьковские губернские ведомости (газета)
- Черниговские губернские ведомости